# Westliche Klippen-Elefantenspitzmaus
Die Westliche Klippen-Elefantenspitzmaus (Elephantulus rupestris), manchmal auch Felsen-Elefantenspitzmaus beziehungsweise Westliche Elefantenspitzmaus, ist eine Art der Elefantenspitzmäuse aus der Ordnung der Rüsselspringer (Macroscelidea). So kommt im südwestlichen Afrika vor, wo sie trockene und felsige Landschaftsräume bewohnt. Äußerlich zeichnet sie sich wie die anderen Vertreter der Elefantenspitzmäuse durch die rüsselartig verlängerte Nase und die kurzen Vorder- und langen Hinterbeine aus. Sie ist ein Bodenbewohner, dessen Hauptaktivitäten tagsüber oder während der Dämmerungszeit stattfinden. Die Nahrung besteht überwiegend aus Insekten, ansonsten gibt es nur wenige Untersuchungen zur Lebensweise der Art. Wissenschaftlich eingeführt wurde die Westliche Klippen-Elefantenspitzmaus im Jahr 1831. Vor allem in den 1950er Jahren und später gab es Unklarheiten über die genaue systematische Stellung der Art und die Verwendung des wissenschaftlichen Namens, was aus dem Verlust des ursprünglich für die Erstbeschreibung verwendeten Materials resultierte.

## Beschreibung

### Habitus

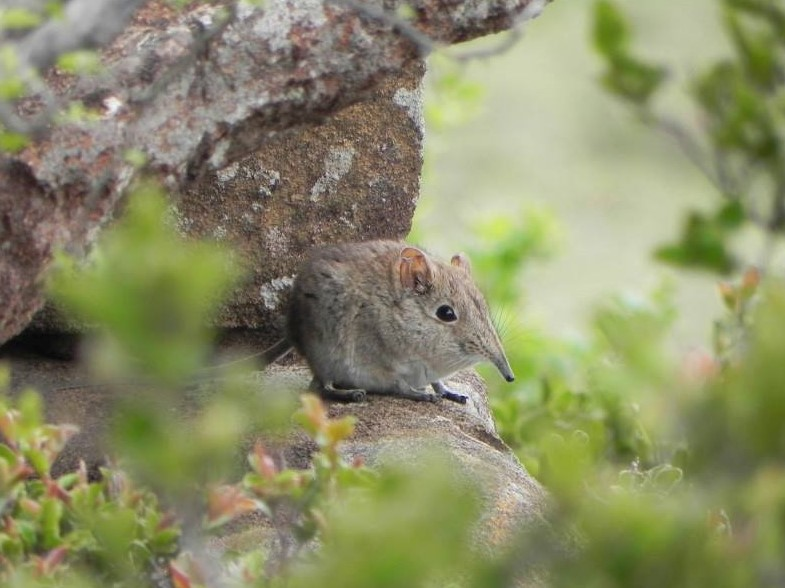
Westliche Klippen-Elefantenspitzmaus

Die Westliche Klippen-Elefantenspitzmaus gehört mit einer Gesamtlänge von 23,9 bis 29,7 cm zu den größeren Vertretern der Elefantenspitzmäuse. Der Schwanz erreicht etwa 115 % der Kopf-Rumpf-Länge und misst zwischen 12,2 und 16,6 cm. Das Gewicht variiert insgesamt von 54 bis 77 g. Untersuchungen an 24 Individuen aus Namibia ergaben, dass ein leichter Sexualdimorphismus besteht und Männchen meist etwas größer als Weibchen werden. So besaßen männliche Tiere laut der Untersuchung eine durchschnittliche Gesamtlänge von 26,9 cm, weibliche von 26,3 cm. Der Schwanz maß dementsprechend 14,6 beziehungsweise 14,2 cm. Auch in zahlreichen anderen Körpermaßen übertrafen die Männchen die Weibchen. Analog dazu ergaben Untersuchungen im Gamkaberg-Naturreservat mit im Mittel 57,6 g für Weibchen ein niedrigeres Gewicht als bei Männchen, die dem gegenüber rund 63 g wogen. Wie alle Elefantenspitzmäuse zeichnet sich auch die Westliche Klippen-Elefantenspitzmaus durch einen großen Kopf mit rüsselartig verlängerter Nase sowie gegenüber den Vorderbeinen sehr langen Hinterbeinen aus. Das Fell ist vor allem am Rücken sehr weich, die einzelnen Haare dort besitzen eine dunkelgraue Färbung mit rotbraunen Spitzen. Dadurch erscheint das Rückenfell charakteristisch graubraun bis rötlichbraun gefärbt. Entlang der Mittellinie des Rückens treten auch längere Haare auf, deren Spitzen eine dunklere bis schwarze Farbgebung aufweisen. An den Körperseiten wird die Fellfärbung zunehmend grauer, auf dem Bauch und ebenso an den Gliedmaßen ist sie nahezu weiß. Hier zeigen die einzelnen Haare auch weiße Spitzen. Kopf und Wangen zeichnen sich durch eine graue Färbung aus, teilweise mit einem Hauch von Gelb. Auf der Oberseite der Nase verläuft manchmal eine dunklere Mittellinie. Die Ohren sind mit einer Länge von 22 bis 38 mm verhältnismäßig groß und besitzen ausgeprägtere Spitzen als beispielsweise die Kap-Elefantenspitzmaus (Elephantulus edwardii), der Tragus ist gut entwickelt. Markant erscheint ein rötlichbrauner Fleck hinter den Ohren, der teilweise bis zum Nacken hochzieht. Er ist wesentlich auffälliger als bei der Kap-Elefantenspitzmaus oder bei der Karoo-Klippen-Elefantenspitzmaus (Elephantulus pilicaudus). Die großen Augen umrahmt ein heller, weißlicher Augenring, der aber oben und unten unterbrochen ist. Der lange Schwanz ist oberseits schwarz, unterseits heller gefärbt, zum Ende hin wird er vollständig schwarz. Die Schwanzspitze markiert ein dichter Haarbusch, der deutlicher hervortritt ist als bei den genannten Arten der Elefantenspitzmäuse oder aber bei der Trockenland-Elefantenspitzmaus (Elephantulus intufi). Die Einzelhaare erreichen hier bis über 6 mm Länge. Vorder- und Hinterbeine enden in jeweils fünfstrahlige Hände und Füße mit kurzen Krallen. Die Fußsohlen sind schwarz gefärbt, der gesamte Hinterfuß misst in seiner Länge zwischen 34 und 39 mm.

### Schädel- und Gebissmerkmale
Die Schädellänge beträgt zwischen 35 und 38,6 mm, die größte Weite zwischen den Jochbögen variiert von 19,2 bis 20,9 mm. Das Nasenbein wird rund 14 mm lang, die Knochennaht zwischen diesem und dem Mittelkieferknochen verläuft sinusförmig. Die Paukenblase ist nur wenig angeschwollen. Im Gebiss ausgewachsener Tiere sind typischerweise 40 Zähne ausgebildet, die Zahnformel lautet: {\displaystyle {\frac {3.1.4.2}{3.1.4.2}}}. Der jeweils mittlere Schneidezahn (I2) der oberen Zahnreihe wird deutlich kleiner als die beiden anderen. Der Eckzahn zeigt eine eher molarenartige Gestalt (Molariform), am oberen ersten Prämolar tritt nur ein zungenseitiges Höckerchen auf. Auch der zweite Prämolar ist molariform, was die Westliche Klippen-Elefantenspitzmaus mit der Trockenland-Elefantenspitzmaus verbindet. Im Gegensatz zu dieser sind am zweiten und dritten unteren Prämolaren drei, statt nur zwei hintere Höckerchen ausgebildet, die in einem Dreieck stehen hinter dem Haupthöcker stehen. Die Länge der oberen Zahnreihe vom ersten Schneidezahn bis zum letzten Molaren liegt bei durchschnittlich 19,1 mm.

## Verbreitung

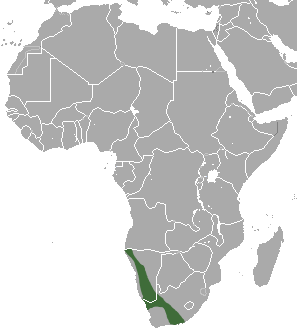
Verbreitungsgebiet (grün) der Westlichen Klippen-Elefantenspitzmaus

Die Westliche Klippen-Elefantenspitzmaus ist endemisch im südwestlichen Afrika verbreitet. Sie kommt in Südafrika von der Küstenregion der Provinz Ostkap, etwa auf der Höhe von East London, in einem mehr oder weniger schmalen Streifen bis ins Namaqualand im westlichen Teil der Provinz Nordkap vor. In der Provinz Westkap ist sie nicht nachgewiesen. In Namibia setzt sich das Verbreitungsgebiet im Westteil des Landes fort bis nach Norden zum Kaokoveld nahe der Grenze zu Angola. Die Größe des gesamten Verbreitungsgebietes beträgt rund 450.000 km². Es schließt vor allem trockene bis sehr trockene und offene Landschaften ein wie die Karoo, Teile der Namib, aber auch den  stärker bewachsenen Fynbos. Die Art ist an Habitate mit felsigem Untergrund gebunden und tritt in Kopjesgebieten, seltener auf Geröllfeldern auf. Ein Teil des Verbreitungsgebietes überschneidet sich mit dem der Trockenland-Elefantenspitzmaus (Elephantulus intufi), die aber deutlich sandigere Böden bevorzugt. Allerdings scheint diese im Kaokoveld wesentlich häufiger zu sein als die Westliche Klippen-Elefantenspitzmaus, deren Anzahl erst nach Süden hin zunimmt. Genauere Aussagen zur Populationsdichte liegen kaum vor, am Tumasberg in Namibia wurde sie auf 0,4 Individuen je Hektar bestimmt. Möglicherweise sind die nördlicheren Gruppen aber stärker isoliert von den südlicheren. Vor allem in Gebieten mit gemeinsamen Auftreten kann es teilweise zu Verwechslungen der beiden Arten kommen. Im Süden kommt es auch zu Überlappungen mit der Kap-Elefantenspitzmaus (Elephantulus edwardii) und der Karoo-Klippen-Elefantenspitzmaus (Elephantulus pilicaudus). Es ist aber unklar, ob die einzelnen Arten auch die gleichen Lebensräume nutzen.

## Lebensweise

### Territorialverhalten

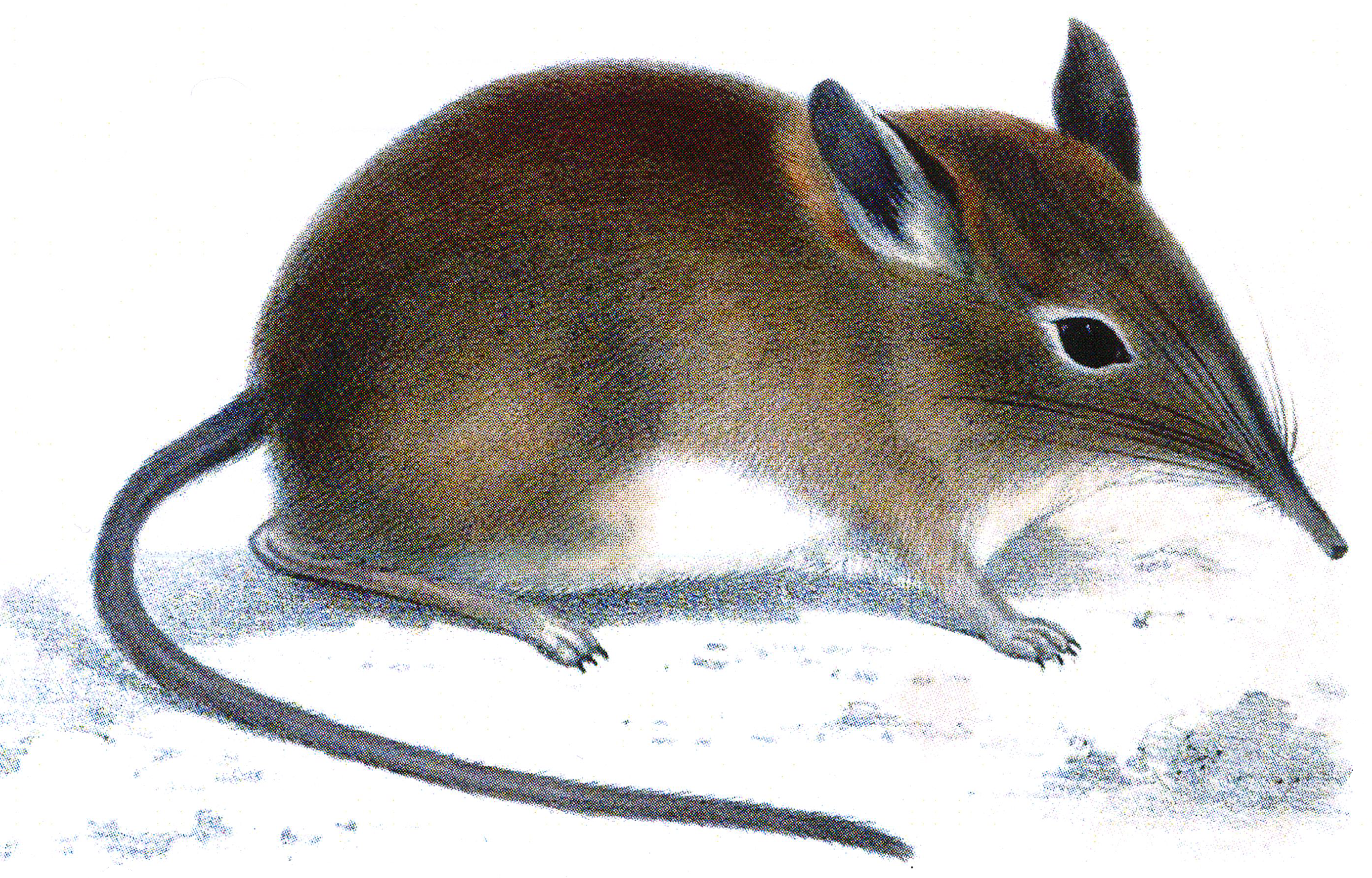
Historische Darstellung der Westlichen Klippen-Elefantenspitzmaus von 1839

Die Lebensweise der Westlichen Klippen-Elefantenspitzmaus ist nur unzureichend erforscht. Die Hauptaktivitäten finden tagsüber oder zur Dämmerungszeit statt. Die Art lebt bodenbewohnend und ist an felsig-steiniges Gelände hervorragend angepasst. Als schneller (cursorialer) Läufer bewegt sie sich vierfüßig laufend fort, bei Gefahr kann sie in schnelle Sprünge überwechseln. Dabei kann sie durchschnittliche Geschwindigkeiten von 23,6 km/h erreichen, die höchste gemessene Geschwindigkeit lag bei 28,8 km/h. Die Tiere besitzen Aktionsräume, in denen sie sich bevorzugt aufhalten. Die Größe der einzelnen Streifgebiete ist unbekannt. Untersuchungen am Tumasberg, einem Kopje in den Geröllebenen des heutigen Namib-Skelettküste-Nationalparks in Namibia zeigten, dass einzelne Individuen sich wenigsten über eine Entfernung von mehr als 240 m bewegten, was relativ große Reviere annehmen lässt, möglicherweise größer als 1,2 ha. In der Region konnte auch eine positive Beziehung zu Braunwurzgewächsen und Süßgräsern ermittelt werden. Zum Schutz sucht die Westliche Klippen-Elefantenspitzmaus überwiegend Felsspalten auf. Zwischen den bevorzugten Aufenthalts- und Rastplätzen wechseln die Tiere über fest definierte Pfade und Wege. Wahrscheinlich bildet auch die Westliche Klippen-Elefantenspitzmaus monogame Paarbindungen, wie es für andere Rüsselspringer nachgewiesen ist. Hinweise darauf ergeben sich dadurch, dass in der Regel männliche und weibliche Tiere gemeinsam in einer Region beobachtet werden konnten.
Zur Kommunikation mit Artgenossen werden verschiedene Laute wie ein Miauen oder Klicken eingesetzt, ebenso wie Duftmarken aus Drüsensekreten. Typisch ist ein Fußtrommeln mit den Hinterbeinen auf dem Untergrund. Dieses besteht bei der Westlichen Klippen-Elefantenspitzmaus aus regelmäßigen Schlägen. Eine Serie umfasst 30 bis 50 Trommelschläge in kurzen Abständen von 15 bis 25 ms. Die Länge einer Trommelserie liegt bei 1 bis 1,5 s.

### Ernährung
Allgemein gilt die Westliche Klippen-Elefantenspitzmaus als ausgesprochener Insektenfresser, dessen Hauptnahrung Ameisen und Termiten umfasst. Die Körpertemperatur liegt bei durchschnittlich 36,9 °C, fluktuiert aber im Verlauf des Tages und in der Folge der Jahreszeiten. Aufgrund des sehr trockenen Klimas im Verbreitungsgebiet kann es zu sehr kühlen Nächten kommen, ebenso wie im Winter die Temperaturen stark sinken. Wie bei anderen Vertretern der Elefantenspitzmäuse ist bei der Westlichen Klippen-Elefantenspitzmaus das Einsetzen eines Torpors während ungünstiger Umgebungsbedingungen nachgewiesen. Er tritt häufig im Winter auf, ist aber auch für den Sommer belegt. Im Winter können aber längere und tiefere Kältestarren erreicht werden, die eine Dauer von rund fünf Stunden bis über acht Stunden und mehr aufweisen, während sie im Sommer durchschnittlich eine Stunde anhalten. Auch senkt sich die Körpertemperatur im Winter deutlich stärker ab, die tiefste gemessene Körpertemperatur lag bei 8,9 °C. Torpor kommt vor allem im Verlauf der Nacht vor und beginnt im Winter vor, im Sommer nach Mitternacht. Zudem ist er bei weiblichen Tieren häufiger belegt als bei männlichen.

### Fortpflanzung
Die Fortpflanzung erfolgt möglicherweise ganzjährig, befruchtete Weibchen wurden während des gesamten Jahres beobachtet, ein Jungtier in der Namib im April. Die jahreszeitlich nicht begrenzte Fortpflanzung geht möglicherweise auf die Spezialisierung auf Insekten und das dadurch gute, ganzjährige Nahrungsangebot zurück, wobei der Flüssigkeitsbedarf über die Nahrung gedeckt wird. Ein Wurf umfasst zwei Jungtiere, die wie bei den anderen Arten der Elefantenspitzmäuse sehr weit entwickelt sind. Weibchen bringen wahrscheinlich mehrmals im Jahr Nachwuchs zur Welt. Die Lebenserwartung in freier Wildbahn ist unbekannt. In menschlicher Obhut erreichten Tiere ein Höchstalter von bisher vier Jahren und zwei Monaten.

### Fressfeinde und Parasiten
Als bedeutender Fressfeind tritt die Schleiereule in Erscheinung. Äußere Parasiten sind mit Flöhen wie Ctenocephalides, Demeillonia oder Xenopsylla und Zecken wie Ixodes, Haemaphysalis und Rhipicephalus nachgewiesen, zusätzlich auch Milben.

## Systematik
Die Westliche Klippen-Elefantenspitzmaus gehört als eigenständige Art zur Gattung der Elefantenspitzmäuse (Elephantulus), der sieben weitere Arten zugerechnet werden. Die Elefantenspitzmäuse sind über weite Teile des südlichen und östlichen Afrikas verbreitet und bilden einen Teil der Ordnung der Rüsselspringer (Macroscelidea), die in Afrika endemisch vorkommt. Die Ordnung umfasst eher kleine Vertreter und enthält mit den Rhynchocyonidae und den Macroscelididae heute zwei Familien. Zu den Rhynchocyonidae werden nur die Rüsselhündchen (Rhynchocyon) gezählt, die Familie ist somit monotypisch. Sie stellen die größten Angehörigen der Rüsselspringer dar und bewohnen dicht bewaldete Habitate. In die Macroscelididae werden neben den Elefantenspitzmäusen auch die Rüsselratte (Petrodromus), die Nordafrikanische Elefantenspitzmaus (Petrosaltator) sowie die Arten der Gattungen Galegeeska und Macroscelides verwiesen. Bei diesen handelt es sich zumeist um Bewohner von trockeneren und offeneren Landschaften, wodurch sie sowohl in Savannen als auch in wüstenartigen Regionen vorkommen. Molekulargenetische Untersuchungen ergaben eine Trennung der beiden Familien bereits im Unteren Oligozän vor etwa 32,8 Millionen Jahren. In den Beginn des Oberen Oligozän vor rund 28,5 Millionen Jahren fällt die erste stärkere Aufsplitterung der Macroscelididae.

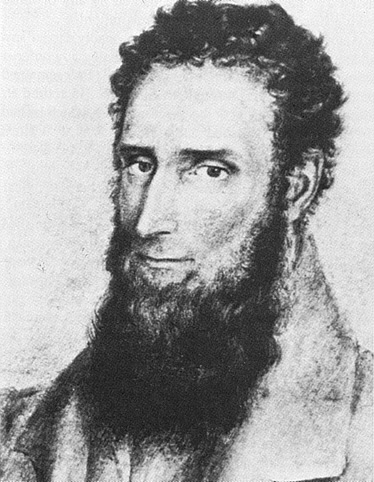
Sir Andrew Smith

Abgesehen von den allgemeinen Verwandtschaftsverhältnisse der Rüsselspringer ergaben molekulargenetischen Analysen aus dem Jahr 2011, dass die Elefantenspitzmäuse eine paraphyletische Gruppe bilden. Angezeigt wird dies durch die tiefe Einbettung von Petrosaltator, Petrodromus und Macroscelides in die Gattung Elephantulus. Allerdings erbrachten die genetischen Untersuchungen auch die enge Verwandtschaft einer Gruppe von süd- und ostafrikanisch verbreiteter Arten. Dadurch bildet die Trockenland-Elefantenspitzmaus (Elephantulus intufi) die nächste verwandte Art der Westlichen Klippen-Elefantenspitzmaus. In einer näheren Beziehung zu dieser gemeinsamen Verwandtschaftsgruppe steht eine Klade weiterer, überwiegend südafrikanischer Arten, die sich aus der Östlichen Klippen-Elefantenspitzmaus (Elephantulus myurus), der Kap-Elefantenspitzmaus (Elephantulus edwardii) und der erst 2008 neu beschriebenen Karoo-Klippen-Elefantenspitzmaus (Elephantulus pilicaudus) zusammensetzt. Zu vermuten ist, dass die Vorfahren dieser großen Artengemeinschaft ursprünglich im östlichen Afrika beheimatet waren. Während einer Phase zunehmender Aridisierung des Kontinentes zu Beginn des Oberen Miozäns vor rund 11,5 Millionen Jahren wanderte ein Teil dieser frühen Vertreter der Elefantenspitzmäuse in Richtung Süden und Südwesten und somit zu den heutigen Verbreitungsgebieten. Zu einer weiteren Aufsplitterung der Elefantenspitzmäuse kam es im Zuge einer erneuten Austrocknung der Landschaften des südlichen Afrikas im Übergang vom Oberen Miozän zum Pliozän vor rund 6 Millionen Jahren.
Im Verlauf der 1930er und 1940er Jahre wurden zahlreiche Unterarten beschrieben, etwa E. r. gordoniensis, E. r. kobosensis, E. r. montanus oder E. r. tarri. Die Unterscheidungen beruhten meist nur auf leicht abweichende Fellfärbungen, so sollten einige Exemplare vom westlichen und nordwestlichen Verbreitungsgebiet bleicher sein. Dies konnte aber nicht bestätigt werden. Auch folgende anatomische und morphologische Untersuchungen erbrachten keine gravierenden Abweichungen innerhalb der Art, was durch genetische Studien ebenfalls unterstützt wird. Allerdings zeigten die genetischen Studien, dass die Art aus einzelnen isolierten Gruppen besteht, was auf die unregelmäßige Verteilung felsiger Habitate über das Verbreitungsgebiet zurückzuführen ist. In der Regel werden heute keine Unterarten ausgewiesen.
Fossilfunde sind bisher nur aus Hoedjiespunt und aus der Elands Bay Cave nahe Elands Bay in der südafrikanischen Provinz Westkap an der Westküste Südafrikas überliefert. Erstere Fundstelle datiert in das Mittelpleistozän vor rund 300.000 bis 200.000 Jahren, letztere gehört mit einem Alter von 13.600 bis 13.300 Jahren in das ausgehende Jungpleistozän. Die beiden Vorkommen liegen über 200 km südlich des heutigen Verbreitungsgebietes der Westlichen Klippen-Elefantenspitzmaus, was eine Schrumpfung der Habitate oder eine Abwanderung der Art Richtung Nord in der Vergangenheit annehmen lässt.
Die wissenschaftliche Erstbeschreibung der Westlichen Klippen-Elefantenspitzmaus erfolgte im Jahr 1831 durch Andrew Smith in einem Brief an die Zoological Society of London. In diesem teilte Smith mit, er habe die von ihm Macroscelides rupestris genannte Art in den Bergen nahe der Mündung des Oranje in einer überwiegend felsigen Umgebung entdeckt, was als Typusgebiet gilt (heutiges Namaqualand). Als Besonderheit gegenüber dem damals bekannten Kurzohrrüsselspringer (Macroscelides proboscideus) hob Smith einerseits die Fellfärbung, andererseits die auffälligen gelblichbraunen Flecken hinter den Ohren hervor. Smith übergab das von ihm 1831 und 1939 publizierte Typusmaterial der Art und weitere Exemplare an das Natural History Museum in London. Allerdings ging es dort offensichtlich verloren, da sich keines der von Smith gesammelten Tiere mit der Kennzeichnung E. rupestris als Westliche Klippen-Elefantenspitzmaus erwies, sondern weitgehend der Östlichen Klippen-Elefantenspitzmaus entsprachen, die aber am Oranje-Fluss nicht verbreitet ist. Dies führte in der Folgezeit auch zu Verwirrung in der wissenschaftlichen Namensgebung. So wurde in den 1950er Jahren die Westliche Klippen-Elefantenspitzmaus einschließlich ihrer damals genutzten Unterarten innerhalb der weitgehend sympatrisch auftretenden Trockenland-Elefantenspitzmaus geführt. Den wissenschaftlichen Namen Elephantulus rupestris bekam aber aufgrund des fehlenden Holotyps und des vorhandenen Fundmaterials aus Prioritätsgründen die Östliche Klippen-Elefantenspitzmaus und teilweise zuzüglich auch die Kap-Elefantenspitzmaus. Diese Konfusion löste sich erst im Jahr 1968 auf, als in einer Revision der Familie der Rüsselspringer durch Gordon Barclay Corbet und John Hanks ein Neotyp für Elephantulus rupestris festgelegt wurde, dessen Fundort mit dem von Andrew Smith angegebenen übereinstimmt. Dadurch wird die Westliche Klippen-Elefantenspitzmaus seit Mitte der 1970er Jahre wieder als eigenständige Art geführt.

## Bedrohung und Schutz
Es sind derzeit keine größeren Bedrohungen für den Bestand der Westlichen Klippen-Elefantenspitzmaus bekannt. Die Verbreitung in hauptsächlich halbwüstenartigen Trockenlandschaften zieht kaum Konflikte mit dem Menschen nach sich. Lediglich in Flussniederungen kann es zu Überschneidungen mit menschlichen Aktivitäten durch Ausbau von Siedlungen oder Erweiterung von Acker- und Weideflächen kommen, etwa im Bereich des Oranje. Dadurch könnte unter anderem eine übermäßige Schaf- und Ziegenzucht zu stärkerer Desertifikation führen, was bisher aber nur im geringen Umfang geschah. Es ist aber nicht auszuschließen, dass dies in Zukunft in einem größeren Lebensraumverlust für die Westliche Klippen-Elefantenspitzmaus resultiert, weshalb eine stärkere Überwachung dieser Entwicklungen angemahnt wird. Gegenwärtig listet die IUCN die Westliche Klippen-Elefantenspitzmaus als „nicht gefährdet“ (least concern). Die Art ist in mehreren geschützten Gebieten präsent.
In zoologischen Einrichtungen wurde sie bisher nur selten gezeigt, einziger Halter der europäischen Zoogeschichte war, Anfang des letzten Jahrhunderts, London.